# (2351) O’Higgins
(2351) O’Higgins (1964 VD) – planetoida z pasa głównego asteroid okrążająca Słońce w ciągu 4,02 lat w średniej odległości 2,53 au. Odkryta 3 listopada 1964 roku.